# Pseudovipio minutus
Pseudovipio minutus är en stekelart som först beskrevs av Telenga 1936.  Pseudovipio minutus ingår i släktet Pseudovipio och familjen bracksteklar. Inga underarter finns listade i Catalogue of Life.